# Vilargunte
Vilargunte és una masia d'Oristà (Lluçanès) inclosa a l'Inventari del Patrimoni Arquitectònic de Catalunya.

## Descripció
Masia de planta rectangular amb una construcció adossada a la part del darrere on hi ha un porxo i un pou amb cisterna.
Els murs són construïts amb pedres irregulars i morter. La façana està arrebossada però es distingeixen les dovelles del portal d'entrada. Al voltant de la casa hi ha diverses construccions que s'utilitzen de pallisses, algunes de les quals són parcialment construïdes amb parament de fang.
Continua funcionant com a explotació agricola.